# Euthyplatystoma plumatum
Euthyplatystoma plumatum är en tvåvingeart som beskrevs av Friedrich Georg Hendel 1914. Euthyplatystoma plumatum ingår i släktet Euthyplatystoma och familjen bredmunsflugor. Inga underarter finns listade i Catalogue of Life.